# Berka/Werra
Berka/Werra är en ortsteil i staden Werra-Suhl-Tal i Wartburgkreis i förbundslandet Thüringen i Tyskland. 
Berka/Werra var en stad fram till den 1 januari 2019 när den uppgick i Werra-Suhl-Tal. Staden Berka/Werra hade 4 231 invånare 2018.. 